# Halicyclops pescei
Halicyclops pescei – gatunek widłonoga z rodziny Halicyclopidae. Nazwa naukowa tych skorupiaków została opublikowana w 2004 roku przez biologa Tomislava Karanovica. 